# Encyclia bragancae
Encyclia bragancae là một loài thực vật có hoa trong họ Lan. Loài này được Ruschi mô tả khoa học đầu tiên năm 1976.